# Политический статус Пуэрто-Рико
Политический статус Пуэрто-Рико (англ. Political status of Puerto Rico) ― неинкорпорированная организованная территория США. То есть, Пуэрто-Рико не является ни суверенным государством, ни штатом США. Из-за этой двусмысленности население территории пользуется определенными преимуществами, однако лишено некоторых прав, которые есть в других государствах. Например, в отличие от штатов США, жители Пуэрто-Рико не могут голосовать на президентских выборах, а также они не могут избирать своих сенаторов и представителей в Конгресс США. С другой стороны, только некоторые жители Пуэрто-Рико облагаются федеральным подоходным налогом.

## История
Статус острова является результатом различных политических действий как США, так и правительства Пуэрто-Рико. ООН исключила его из списка несамоуправляющихся территорий в 1953 году, но он по-прежнему подпадал под действие Территориальной поправки Конституции США. Пуэрто-Рико является «территорией, принадлежащей Соединенным Штатам, но не частью Соединенных Штатов в соответствии с положениями Конституции о доходах».
На международном уровне несколько организаций призвали правительство США ускорить процесс, чтобы позволить самоопределение в Пуэрто-Рико, считая Пуэрто-Рико карибской нацией с собственной национальной идентичностью. Например, Специальный комитет ООН по деколонизации призвал США «позволить народу Пуэрто-Рико принимать решения суверенным образом и удовлетворять свои насущные экономические и социальные потребности, включая безработицу, маргинализацию, несостоятельность и нищету».
Законодательное собрание Пуэрто-Рико одобрило 11 декабря 2012 года параллельную резолюцию, требующую от президента и Конгресса США действовать в соответствии с требованием народа Пуэрто-Рико, чтобы раз и навсегда покончить с нынешним территориальным статусом Пуэрто-Рико, что было свободно и демократично выражено в плебисците, состоявшемся 6 ноября 2012 года.
Законодательное собрание сделало то же самое в декабре 2020 года для Конгресса и президента Джо Байдена, чтобы подтвердить результаты предыдущего плебисцита и поддержать государственность Пуэрто-Рико.
В ноябре 2023 года два сенатора США от штата Коннектикут, Крис Мерфи и Ричард Блюменталь, оба демократы, внесли в Сенат законопроект, который открыл бы Пуэрто-Рико возможность определить свой собственный статус посредством обязательного референдума, состоявшегося в ноябре 2025 года. Жители Пуэрто-Рико будут иметь возможность голосовать либо за государственную независимость, либо за суверенитет свободной ассоциации с Соединенными Штатами Америки.